# Lakewood Church
Lakewood Church é uma megaigreja cristã, evangélica não denominacional situada em Houston, Texas, Estados Unidos, com uma frequência semanal de 45.000 pessoas. Seus serviços são ministrados em língua inglesa e espanhola.A igreja é de orientação pentecostal e crê no batismo com o Espírito Santo e na contemporaneidade dos dons do Espírito.

## História
A igreja de Lakewood foi fundada por John Osteen e sua esposa, Dodie, em 1959 numa loja abandonada de alimentação em Houston.  John e Dodie criaram e hospedaram o programa semanal da televisão de Lakewood, que pode ser visto em  aproximadamente 100 países. Quando John faleceu, em 1999, seu filho mais novo, Joel, tornou-se o pastor presidente da Lakewood Church. Sob a liderança de Joel Osteen, a congregação Lakewood aumentou quase quintuplicadamente. Devido a este aumento do número de membros, a liderança da igreja começou a procurar um novo local para reuniões semanais.
Em 2003, a igreja assinou um contrato de longo prazo com a cidade de Houston para adquirir o Compaq Center, uma arena esportiva da cidade. O contrato para criar a  nova sede de Lakewood no Compaq Center é estimados em 75 milhões de dólares. A igreja foi requerida para pagar adiantado 11 milhões e 800 mil no aluguel pelos primeiros 30 anos.
De acordo com um censo da igreja publicado em 2024, a frequência semanal seria de 45.000 pessoas. 

## Liderança

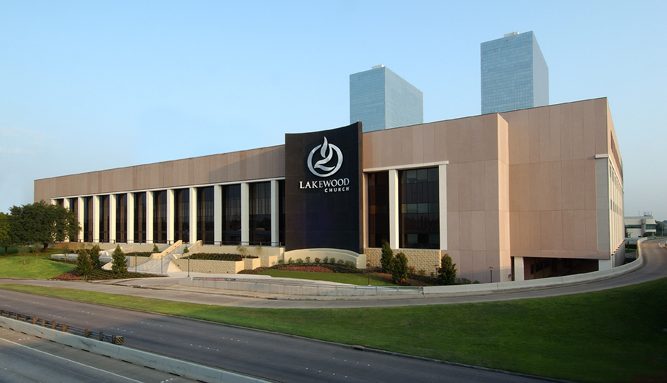
Lakewood Church em Houston,Texas.

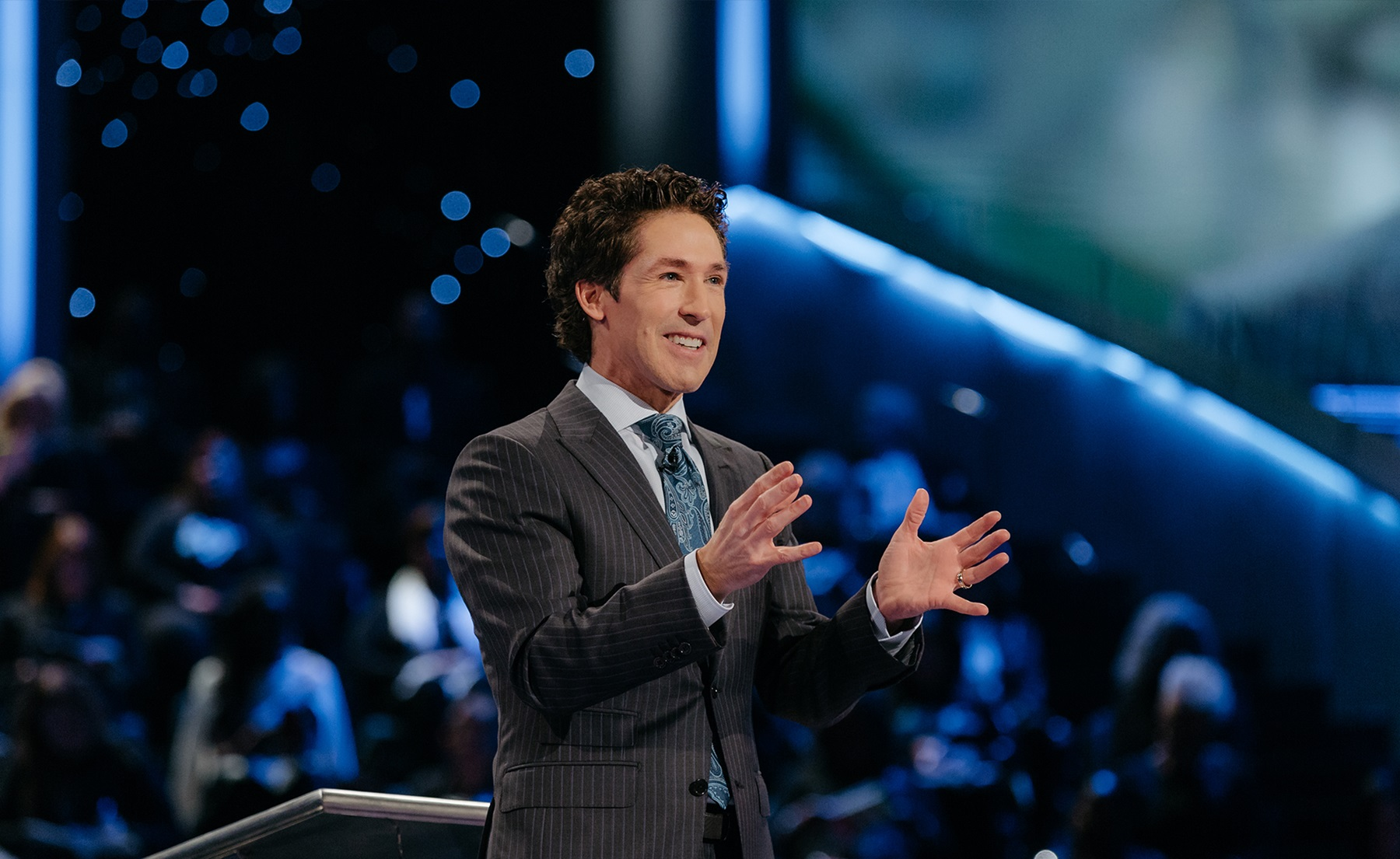
Joel Osteen, Pastor geral da Lakewood Church.

O filho mais novo de John Osteen (fundador da Lakewood Church), Joel Osteen está atualmente como pastor presidente da Lakewood Church. A esposa de Joel, Victoria Osteen, atua como co-pastora e líder do ministério de mulheres da igreja. Paul Osteen e Lisa Osteen (irmãos de Joel), servem como pastores auxiliares e ajudam a conduzir os serviços da noite de quarta-feira da igreja. O cantor Marcos Witt foi o pastor associado da congregação latino-americana, mas foi sucedido por Danilo e Gloriana Montero depois de renunciar o cargo no dia 16 de setembro de 2012. A mãe de Osteen, Dodie, conduz o ministério de oração da Lakewood. Os filhos de Joel Osteen, Jonathan e Alexandra Osteen, fazem parte do Ministério de adoração e Jonathan está sendo treinado para assumir a igreja como pastor presidente.

## Doutrinas e Ensinamentos
A Lakewood Church baseia sua doutrina na Bíblia e a crença na Trindade, na morte e ressurreição de Cristo e na espontaneidade dos dons do Espírito.
- Salvação: A Igreja possui um espaço onde os participantes vêm ao altar expressar sua decisão de aceitar Jesus Cristo como seu Senhor e salvador.
- Batismo nas Águas: A igreja acredita que o batismo é um símbolo de sua crença no poder do sangue de Cristo para purificar pecados e como um testemunho de fé.
- O batismo no Espírito Santo: A manifestação dos dons do Espírito em cada pessoa. O Espírito Santo veio ao mundo para continuar o trabalho feito por Jesus Cristo e ajudar as pessoas na caminhada de fé.
- Comunhão: considerado como um ato para lembrar o sacrifício feito por Jesus Cristo na crucificação.[10]
- Crescer o relacionamento com Jesus: A Lakewood acredita que cada um deve ter um relacionamento crescente com Jesus Cristo, tomando como referência a palavra de Deus, buscando assemelhar-se ao Redentor e da intervenção do Espírito Santo.[10]

## Mídia
Lakewood Church gasta quase 30 milhões de dólares a cada ano em investimentos em seu ministério televisivo. O programa semanal da televisão da igreja alcança semanalmente 100 países e pode ser visto em 200 milhões de casas nos Estados Unidos. Programas de televisão semanais são transmitidos nas redes de televisão TBN (Trinity Broadcast Network)  e na rede da televisão  Daystar, e em outros canais locais das principais cidades americanas. Lakewood aparece também em diversas "redes secular," como a Black Entertainment Television, ABC Family, USA Network e no YouTube.
A Lakewood Church gravou três CD ao vivo de adoração: "We Speak to Nations, Cover the Earth" e "Amazing God", com participação de Cindy Cruse-Ratcliff (diretor de música e do coral local - Choir da Lakewood), Israel Houghton, e Marcos Witt. Em 2006, a Houston Symphony Orchestra juntou-se a Lakewood Church  e gravou  um álbum de Natal denominado "The Gift". Já em 2007, a Lakewood Church gravou seu terceiro álbum ao vivo lançado em 2007, com o título "Free to worship". O último album lançado pela Igreja é o "Live In The Wonderful".